# Archibald Ross Lewis
Archibald Ross Lewis (Bronxville, 25 d'agost de 1914 – Tucson, 4 de febrer de 1990) va ser un historiador i medievalista nord-americà.
Doctorat a Princeton el 1940, va ser professor a les universitats de Carolina del Sud, Texas i Massachusetts.
Va ser autor d'obres com The Northern Seas. Shipping and Commerce in Northern Europe A.D. 300-1100 (Princeton University Press, 1958), The Development of Southern French and Catalan Society. 718-1050 (University of Texas Press, 1965), Emerging Medieval Europe, A.D. 400–1000 (Alfred A. Knopf, 1967), Knights and Samurai: Feudalism in Northern France and. Japan (1974), European Naval and Maritime History, 300-1500 (Indiana University Press, 1985), juntament amb Timothy J. Runyan, o Nomads and Crusaders, A.D. 1000-1368 (Indiana University Press, 1988), entre d'altres.
També va ser editor de treballs com "Aspects of the Renaissance: A Symposium, The Islamic World and the West, A.D. 622-1492" (1970) o "The High Middle Ages, 814–1300 (1970)", entre d'altres.